# Rillo (kommunhuvudort)
Rillo är en kommunhuvudort i Spanien.   Den ligger i provinsen Provincia de Teruel och regionen Aragonien, i den östra delen av landet, 230 km öster om huvudstaden Madrid. Rillo ligger 1 273 meter över havet och antalet invånare är 121.
Terrängen runt Rillo är platt söderut, men norrut är den kuperad. Runt Rillo är det mycket glesbefolkat, med 2 invånare per kvadratkilometer. Närmaste större samhälle är Utrillas, 16,2 km nordost om Rillo. Trakten runt Rillo består till största delen av jordbruksmark.